# Supercoupe du Japon de football 2006
Navigation
Édition précédente Édition suivante
L'édition 2006 de la Supercoupe du Japon est la 13e de la Supercoupe du Japon et se déroule le 25 février 2006 au Stade olympique national à Tokyo au Japon.
Les règles du match sont les suivantes : la durée de la rencontre est de 90 minutes, puis, en cas de match nul, les deux équipes se départageront directement lors d'une séance de tirs au but.
Le match oppose le Gamba Osaka, vainqueur de la J League 2005, face au Urawa Red Diamonds, vainqueur de la Coupe du Japon 2005.

## Feuille de match
| Gamba ·       |                      |     |
| Titulaires :  |                      |     |
|               |                      |     |
| 22            | Yosuke Fujigaya      |     |
| 17            | Tomokazu Myojin      | 72e |
| 06            | Satoshi Yamaguchi    |     |
| 02            | Sidiclei             |     |
| 10            | Takahiro Futagawa    |     |
| 27            | Hideo Hashimoto      |     |
| 07            | Yasuhito Endo        | 81e |
| 20            | Shinichi Terada      |     |
| 14            | Akihiro Ienaga       |     |
| 08            | Fernandinho          | 68e |
| 09            | Magno Alves          |     |
|               |                      |     |
| Remplaçants : |                      |     |
| 01            | Naoki Matsuyo        |     |
| 03            | toru Irie            |     |
| 05            | Tsuneyasu Miyamoto   | 72e |
| 25            | Daiki Niwa           | 68e |
| 21            | Akira Kaji           | 68e |
| 24            | Toshihiro Matsushita | 68e |
| 11            | Ryuji Bando          | 81e |
|               |                      |     |
| Entraîneur :  |                      |     |
| Akira Nishino |                      |     |

| Urawa ·        |                     |     |
| Titulaires :   |                     |     |
|                |                     |     |
| 23             | Ryota Tsuzuki       |     |
| 02             | Keisuke Tsuboi      |     |
| 04             | Marcus Túlio Tanaka |     |
| 20             | Satoshi Horinouchi  |     |
| 06             | Nobuhisa Yamada     |     |
| 17             | Makoto Hasebe       |     |
| 13             | Keita Suzuki        |     |
| 08             | Alex                | 73e |
| 18             | Shinji Ono          | 79e |
| 10             | Robson Ponte        |     |
| 21             | Washington          | 73e |
|                |                     |     |
| Remplaçants :  |                     |     |
| 01             | Norihiro Yamagishi  |     |
| 16             | Takahito Soma       |     |
| 03             | Hajime Hosogai      | 73e |
| 19             | Hideki Uchidate     |     |
| 07             | Tomoyuki Sakai      | 79e |
| 30             | Masayuki Okano      |     |
| 09             | Yuichiro Nagai      | 73e |
|                |                     |     |
| Entraîneur :   |                     |     |
| Guido Buchwald |                     |     |

| Gamba ·       |                      |     |
| Titulaires :  |                      |     |
|               |                      |     |
| 22            | Yosuke Fujigaya      |     |
| 17            | Tomokazu Myojin      | 72e |
| 06            | Satoshi Yamaguchi    |     |
| 02            | Sidiclei             |     |
| 10            | Takahiro Futagawa    |     |
| 27            | Hideo Hashimoto      |     |
| 07            | Yasuhito Endo        | 81e |
| 20            | Shinichi Terada      |     |
| 14            | Akihiro Ienaga       |     |
| 08            | Fernandinho          | 68e |
| 09            | Magno Alves          |     |
|               |                      |     |
| Remplaçants : |                      |     |
| 01            | Naoki Matsuyo        |     |
| 03            | toru Irie            |     |
| 05            | Tsuneyasu Miyamoto   | 72e |
| 25            | Daiki Niwa           | 68e |
| 21            | Akira Kaji           | 68e |
| 24            | Toshihiro Matsushita | 68e |
| 11            | Ryuji Bando          | 81e |
|               |                      |     |
| Entraîneur :  |                      |     |
| Akira Nishino |                      |     |

| Urawa ·        |                     |     |
| Titulaires :   |                     |     |
|                |                     |     |
| 23             | Ryota Tsuzuki       |     |
| 02             | Keisuke Tsuboi      |     |
| 04             | Marcus Túlio Tanaka |     |
| 20             | Satoshi Horinouchi  |     |
| 06             | Nobuhisa Yamada     |     |
| 17             | Makoto Hasebe       |     |
| 13             | Keita Suzuki        |     |
| 08             | Alex                | 73e |
| 18             | Shinji Ono          | 79e |
| 10             | Robson Ponte        |     |
| 21             | Washington          | 73e |
|                |                     |     |
| Remplaçants :  |                     |     |
| 01             | Norihiro Yamagishi  |     |
| 16             | Takahito Soma       |     |
| 03             | Hajime Hosogai      | 73e |
| 19             | Hideki Uchidate     |     |
| 07             | Tomoyuki Sakai      | 79e |
| 30             | Masayuki Okano      |     |
| 09             | Yuichiro Nagai      | 73e |
|                |                     |     |
| Entraîneur :   |                     |     |
| Guido Buchwald |                     |     |